# Rittergut Linda

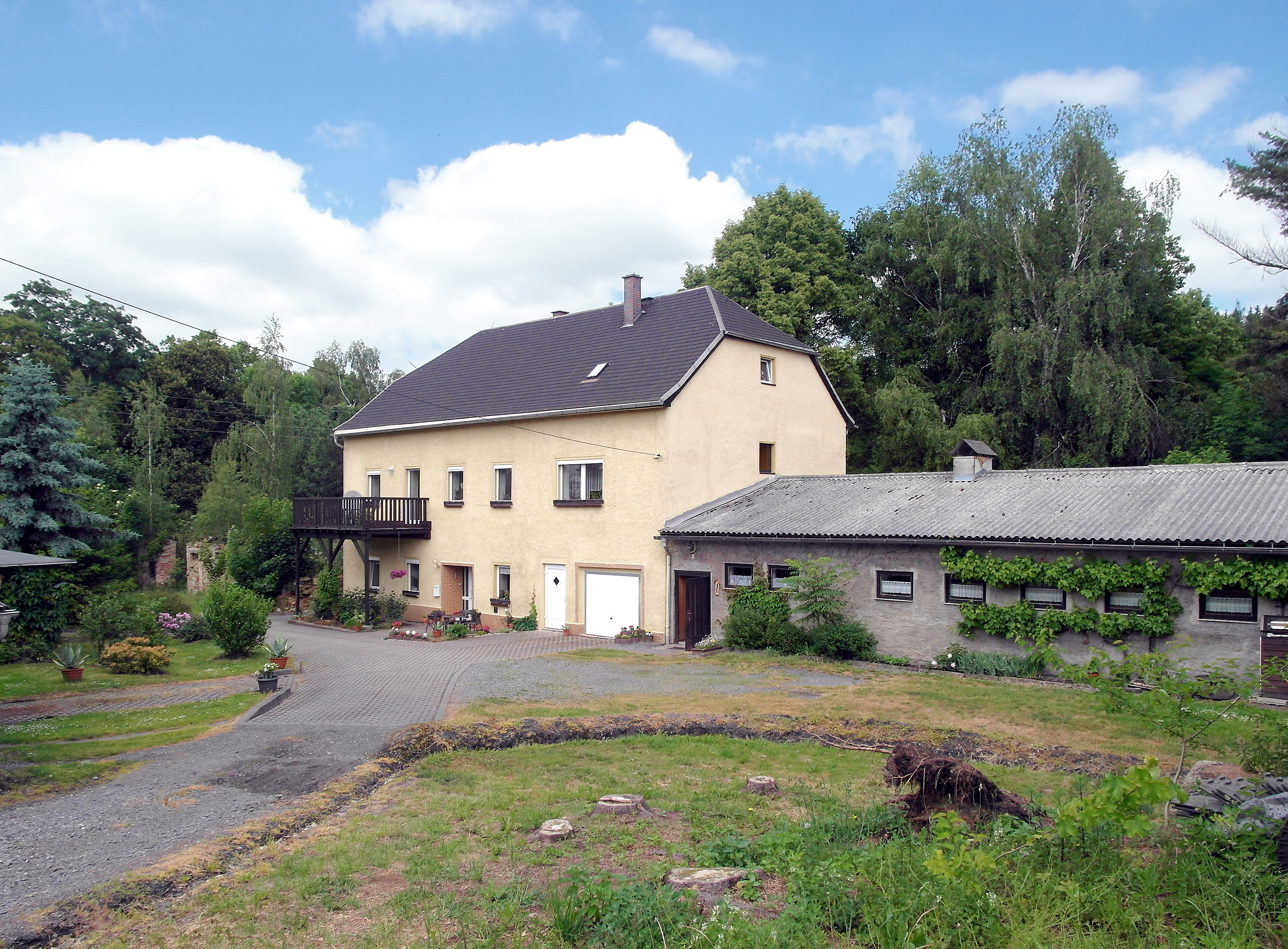
Herrenhaus des Rittergutes Linda (2015)

Das Rittergut Linda ist ein früheres Rittergut im Ortsteil Linda der Stadt Brand-Erbisdorf im Landkreis Mittelsachsen im Freistaat Sachsen.

## Geographische Lage
Das Rittergut Linda liegt etwa 7 km südwestlich von Freiberg in einem kleinen Nebental der Striegis im unteren Osterzgebirge.

## Geschichte

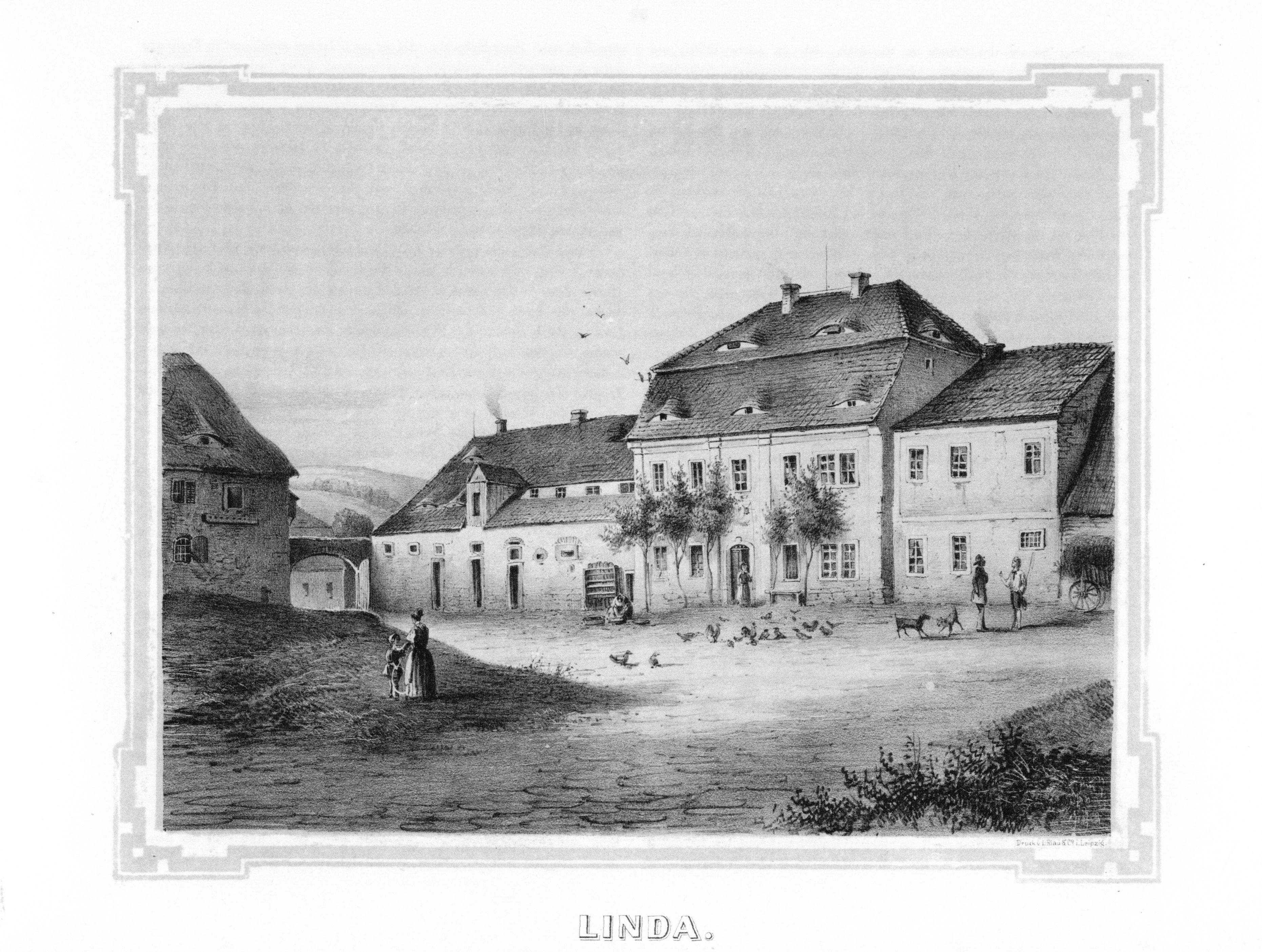
Rittergut Linda (1856)

Ein in der Pflege Freiberg gelegenes amtssässiges Rittergut wird in Linda erstmals 1551 urkundlich erwähnt. Es war bis 1856 Sitz adliger Erb- und Obergerichte, die zunächst von der vermutlich aus der Markgrafschaft Brandenburg stammenden Adelsfamilie von Rülcke ausgeübt wurden. Zum Rittergut Linda gehörten damals auch Nieder- und Ober-Langenau. Im Dreißigjährigen Krieg wurde das Rittergut 1632 eingeäschert. Als die Familie Rülcke im Mannesstamm im 17. Jahrhundert ausstarb, folgten ihr Vertreter der aus der Börnichen-Oberschönaer Linie des sächsischen Adelsgeschlechts von Schönberg. Besitzer waren u. a. Adam Friedrich von Schönberg (1654–1707) und dessen Söhne Johann Tham von Schönberg (1686–1748) und Curt Alexander von Schönberg (1703–1761). 1810 kaufte das Rittergut Linda die Grafen von Watzdorf. Allerdings musste das Gut bereits 1816 versteigert werden und ging in bürgerlichen Besitz an die Familie Mertig über, die es 1868 an die von Carlowitz auf Oberschöna verkauften.
Als 1755 die von Schönberg im Erbbegräbnis des Rittergutes Linda eine Gruft ausheben ließen, wurden die Überreste eines männlichen Körpers gefunden, dem eine Kette vom Hals herabhing, woran sich ein kleines Goldstück befand mit der Inschrift „Die güldene Gesellschaft 1589.“ Diese Benennung führte der Orden aufrichtiger Vertraulichkeit, den Kurfürst Christian I. von Sachsen gegründet hatte und an fürstliche Personen oder von ihm sehr hochgeachtete Personen verlieh. Daher konnte man eine Zuordnung zu Hans Georg von Schönberg (1549–1618) vornehmen, der bei Kurfürst Christian I. in hoher Gnade stand.
Heute wird das Herrenhaus des früheren Ritterguts als Wohngebäude genutzt. Die Wirtschaftsgebäude und die Parkanlage sind teilweise sanierungsbedürftig.